# Altenbach (Kürten)
Altenbach ist ein Wohnplatz in der Gemeinde Kürten im Rheinisch-Bergischen Kreis.

## Lage und Beschreibung
Der Ort liegt im Norden von Kürten in der Nähe von Enkeln an der Grenze zu Wipperfürth. In der Nähe der Ortschaft befinden sich die Quellzuflüsse des gleichnamigen Bachs, einem Zufluss der Kürtener Sülz.

## Geschichte
Die Gemeinde- und Gutbezirksstatistik der Rheinprovinz führt Altenbach 1871 mit zwei Wohnhäusern und acht Einwohnern auf. Im Gemeindelexikon für die Provinz Rheinland von 1888 werden zwei Wohnhäuser mit sechs Einwohnern angegeben. 1895 hatte der Ort zwei Wohnhäuser und vier Einwohner. 1905 besaß der Ort ein Wohnhäuser und vier Einwohner und gehörte konfessionell zum katholischen Kirchspiel Kürten.
1927 wurden die Bürgermeisterei Kürten in das Amt Kürten überführt. In der Weimarer Republik wurden 1929 die Ämter Kürten mit den Gemeinden Kürten und Bechen und Olpe mit den Gemeinden Olpe und Wipperfeld zum Amt Kürten zusammengelegt. Der Kreis Wipperfürth ging am 1. Oktober 1932 in den Rheinisch-Bergischen Kreis mit Sitz in Bergisch Gladbach auf.
1975 entstand aufgrund des Köln-Gesetzes die heutige Gemeinde Kürten, zu der neben den Ämtern Kürten, Bechen und Olpe ein Teilgebiet der Stadt Bensberg mit Dürscheid und den umliegenden Gebieten kam.